# Penn Badgley
Penn Dayton Badgley (Baltimore, 1. studenoga 1986.) američki je glumac i producent. Najpoznatiji je po ulozi Dana Humphreyja u tinejdžerskoj dramskoj seriji Tračerica (2007.  – 2012.) te Joea Goldberga u Netflixovoj hit-seriji, psihološkom trileru Ti (2018. – danas).
Svoju glumačku karijeru započeo je ulogom Phillipa Chancea Chancellora u popularnoj sapunici Mladi i nemirni (2000. – 2001.), gdje je stekao prepoznatljivost u svijetu televizije. Tijekom godina istaknuo se ulogama u filmovima različitih žanrova, od komedija do trilera.
U romantičnim komedijama poput John Tucker mora umrijeti (2006.) i Cura na lošem glasu (2010.), kao i u crnoj komediji Drive-Thru (2007.), pokazao je talent za humor i dinamične likove. Njegov rad u trilerima, uključujući Očuh (2009.) i Crni ponedjeljak (2011.), donio mu je priliku da se okuša u ozbiljnijim i napetijim ulogama. U biografskom filmu Pozdravi od Tima Buckleyja (2012.) zaronio je u složene emocije i priče temeljene na stvarnim događajima. Osim toga, glumio je i u nezavisnim projektima poput drame The Paper Store (2016.).

## Rani život
Badgley je rođen 1. studenoga 1986. u Baltimoreu u Marylandu kao sin Duffa i Lynee (rođ. Murphy) Badgley. Njegov otac radio je kao novinar, a zatim kao stolar i graditelj kuća. Njegov otac bio je kandidat Zelene stranke za guvernera države Washington 2008. Badgley je za magazin GQ rekao da njegovo ime dolazi od marke teniskih loptica koje je njegov otac držao tijekom sonograma njegove majke.
Kao jedinac, Badgley je pohađao Woolridge Elementary (gdje je njegova majka bila predsjednica Vijeća roditelja i učitelja) prije nego što se prebacio u St. Christopher's School u Richmondu u Virginiji. Pohađao je akademiju Charles Wright u Tacomi u Washingtonu. Prema nekim izvorima, Badgley je školovan kod kuće s Blake Lively, svojom budućom kolegicom i partnericom. Njegovi roditelji rastali su se kad je imao 12 godina. Prisjeća se da se "htio baviti glazbom... kad je imao 12 godina" i snimio neobjavljeni pop singl 1998., opisujući taj pokušaj u intervjuu kao „strašan“ i „pogrešan“.
Kao dijete, Badgley je bio uključen u Seattle Children's Theatre i društveno kazalište Pine Nut Players u Monroeu u Washingtonu. Njegova majka podržavala je njegova glumačka nastojanja i radila razne poslove (kasnije započevši posao u dizajnu nakita s Badgleyjevom kumom Janom Sneedom). Rekao je da je "potpuno preskočio srednju školu" i sa 14 godina položio je stručni ispit te počeo pohađati Santa Monica College. Kasnije je primljen na Sveučilište južne Kalifornije, ali je odgodio prijem zbog ugovornih obveza, a kasnije se upisao na dvije godine na Lewis & Clark College u Portlandu u Oregonu.

## Karijera

### 2000e
Badgley i njegova majka preselili su se u Kaliforniju kako bi on mogao započeti glumačku karijeru. U jednom intervjuu prisjetio se odlaska u Los Angeles s 11 godina. Ubrzo je počeo davati glas za dječje radijske postaje u Hollywoodu. Njegov prvi značajniji projekt bio je glasovni rad za videoigre Mario Golf 64 i Mario Tennis 64 1999. i 2000. godine. Prvi nastup na ekranu ostvario je u epizodi serije Will i Grace, a kasnije se pojavio u serijama poput Daddio, The Brothers García i Što volim kod tebe.
Njegova prva zapaženija uloga bila je lik Phillipa Chancellora IV u sapunici Mladi i nemirni, koju je glumio od 2000. do 2001. godine. Za tu ulogu 2001. godine nominiran je za nagradu Young Artist za najbolju izvedbu u dnevnoj seriji.
2002. godine Badgley je glumio u humoristično-dramskoj seriji WB-a Drugi pokušaj kao Joel Larsen, 34-godišnjak koji zahvaljujući neobičnoj nesreći dobiva priliku vratiti se u 1980. godinu i ponovno proživjeti život kao 14-godišnjak. Nakon toga glumio je u još dvije serije WB mreže: The Mountain (2004. – 2005.) i Dnevnici Bedforda.
Njegov prvi značajniji filmski projekt bio je film John Tucker mora umrijeti iz 2006., u kojem je glumio Scotta Tuckera. Film je tijekom prvog vikenda prikazivanja zaradio 14,3 milijuna dolara i zauzeo treće mjesto na američkoj box-office ljestvici. Kasnije se pojavio u horor-komediji Drive-Thru, gdje je glumio uz Leighton Meester, buduću kolegicu iz serije Tračerica.
2007. godine Badgley je dobio ulogu Dana Humphreyja u tinejdžerskoj dramskoj seriji Tračerica, koja se temelji na istoimenom serijalu knjiga autorice Cecily von Ziegesar. Iako je u početku odbio ulogu, kasnije ju je prihvatio nakon što producenti nisu uspjeli pronaći odgovarajućeg glumca. Njegova izvedba Dana Humphreyja dobila je pohvale i publike i kritičara, a donijela mu je šest nominacija za nagradu Teen Choice tijekom prikazivanja serije. Jason Gay iz časopisa Rolling Stone posebno je pohvalio njegovu interpretaciju, napisavši kako bi „dok bi neki drugi glumac Dana prikazao kao dosadnog i običnog lika, Badgley unio dozu povremeno iritantnog sveznanja, što ga je učinilo zanimljivim.”
2009. godine Badgley je glumio u trileru Očuh, remakeu istoimenog filma iz 1987. godine, u kojem je glumio posinka serijskog ubojice.

### 2010e
Badgley je nakon toga glumio Todda, simpatiju lika Emme Stone, u tinejdžerskoj komediji iz 2010. Cura na lošem glasu, koja je postigla kritički i komercijalni uspjeh te mu donijela nominaciju za nagradu Teen Choice. Sljedeće godine glumio je u financijskoj triler-drami Margin Call (2011.), za koji je ansambl glumačke postave dobio pohvale kritičara. Također je osvojio nagradu Roberta Altmana kao dio ansambla, a nagrada mu je dodijeljena na Independent Spirit Awards.
2012. godine Badgley je portretirao Jeffa Buckleya u biografskom filmu Pozdravi od Tima Buckleyja. Film prati Buckleyjev put suočavanja s naslijeđem njegovog pokojnog oca, glazbenika Tima Buckleyja, što kulminira izvedbom očevih pjesama 1991. godine. Za ulogu je pohađao satove gitare i pjevanja. U prosincu iste godine pridružio se glumačkoj postavi filma Ljubav u doba katastrofe, gdje je glumio uz Alexisa Bledela i Teresu Palmer; film je objavljen 2014. Iste godine objavljen je i film Cymbeline, u kojem je glumio siroče Posthumusa.
Badgley je imao stalnu ulogu u NBC-jevom miniserijalu iz 2015. godine The Slap, adaptaciji australske serije istog naziva. Također je imao manju ulogu u filmu Adam Green's Aladdin iz 2016. godine. Pohvale kritičara dobio je za ulogu u nezavisnom filmu The Paper Store (2016.), gdje je glumio uz Stef Dawson i Richarda Kinda. Za tu je ulogu osvojio nagradu za najboljeg glumca na Međunarodnom filmskom festivalu u Oxfordu te posebnu pohvalu žirija na Međunarodnom filmskom festivalu u Manchesteru.
Badgley glumi Joea Goldberga u Netflixovoj hit-seriji Ti, koja je započela kao televizijska adaptacija knjige istog naziva na kanalu Lifetime u rujnu 2018. Njegova izvedba dobila je pohvale kritičara. IGN je njegovu izvedbu nazvao najboljom u karijeri, ističući kako je Badgley u seriji "pružio jednu od svojih najzapaženijih i najintenzivnijih izvedbi u karijeri. Njegov šarmantni izgled i opušteno ponašanje savršeno prikrivaju mračnu stranu njegovog lika, muškarca s ozbiljnim problemima kontrole.". Za ovu ulogu Badgley je dobio nominaciju za nagradu Saturn.

### 2020e
U listopadu 2019. Badgley je glumio u nezavisnom filmu Ovdje i danas uz Billyja Crystala i Tiffany Haddish, film je objavljen u svibnju 2021. godine i naišao na podijeljena mišljenja kritičara. U lipnju 2024. glumio je uz Brandy i Monicu u videospotu za pjesmu Ariane Grande „The Boy Is Mine”.

## Ostale aktivnosti

### Glazba
Badgley i nekoliko suradnika osnovali su bend te objavili pjesmu „Easy” na SoundCloudu pod imenom M O T H E R. Pjesma je ubrzo stekla popularnost i pojavila se na brojnim blogovima. Godine 2015. bend je promijenio ime u MOTHXR zbog pravnog zahtjeva koji su primili od drugog benda sa sličnim imenom. Ubrzo su potpisali ugovor s diskografskim kućama Kitsuné i Washington Square Music, njujorškom podružnicom izdavačke kuće Razor & Tie. Debitantski album Centerfold objavili su 26. veljače 2016. u suradnji s izdavačkom kućom Concord.

### Aktivizam i politika
Tijekom predsjedničkih izbora u Sjedinjenim Američkim Državama 2008. godine, Badgley je podržao Baracka Obamu. On i Blake Lively pojavili su se u reklami za Obamu kao dio programa MoveOn-a za poticanje mladih na glasanje, koja se emitirala tijekom serije Tračerica na mrežama The CW, MTV i Comedy Central.
U ožujku 2010. godine Američki Crveni križ objavio je da je Badgley postao član Nacionalnog kabineta slavnih, grupe poznatih osoba koje promoviraju usluge Crvenog križa. Badgley je 2011. godine podržao pokret Occupy Wall Street, a također je saveznik pokreta Black Lives Matter. Zalaže se za to da se u razgovorima o policijskoj brutalnosti uključe i ženske žrtve te podržava LGBT prava.

### Podcast
18. svibnja 2022. Badgley je pokrenuo podcast Podcrushed s voditeljicama Navom Kavelin i Sophie Ansari. Emisija istražuje neugodnosti, anksioznost, slomljena srca i samootkrivanje koje obilježava adolescenciju, pozivajući goste da podijele priče iz svojih srednjoškolskih dana. Među poznatim gostima bili su Drew Barrymore, Conan O'Brien, Jenna Ortega, Leighton Meester, Rainn Wilson i Ariana Grande.

## Javna slika
2011. godine magazin People uvrstio je Badgleya među „25 ljepotana (i hottiesa) s 25 godina”, dok ga je BuddyTV smjestio na 75. mjesto svoje liste „100 najseksi muškaraca na TV-u 2011. godine”.

## Privatni život
Badgley je bio u vezi s kolegicom iz serije Tračerica Blake Lively od 2007. do 2010. godine, a zatim s glumicom Zoë Kravitz od 2011. do 2013. godine. U 2014. godini počeo je izlaziti s pjevačicom Domino Kirke. Oženio ju je 27. veljače 2017. u gradskoj vijećnici u New Yorku i postao očuh njezina sina. U svibnju 2020. Kirke i Badgley najavili su da očekuju svoje prvo zajedničko dijete. Njihov sin rođen je u kolovozu 2020. godine.
U intervjuu Badgley je opisao kako ga je izlijevanje nafte kompanije BP u Meksičkom zaljevu potaknulo na istraživanje povezanosti pravde i duhovnosti, što ga je odvelo u prašume Kolumbije i učenja Baháʼu'lláha te vjere Baháʼí. Badgley je član vjerske zajednice Baháʼí od 2015. godine.

## Filmografija

### Filmovi
| Godina | Naslov                     | Uloga               | Bilješke |
| ------ | -------------------------- | ------------------- | -------- |
| 2000.  | The Fluffer                | Young Sean McGinnis |          |
| 2003.  | Debating Robert Lee        | Debater             |          |
| 2006.  | John Tucker mora umrijeti  | Scott Tucker        |          |
| 2007.  | Drive-Thru                 | Van                 |          |
| 2008.  | Zauvijek snažan            | Lars                |          |
| 2009.  | Očuh                       | Michael Harding     |          |
| 2010.  | Cura na lošem glasu        | "Woodchuck" Todd    |          |
| 2011.  | Crni ponedjeljak           | Seth Bregman        |          |
| 2012.  | Pozdravi od Tima Buckleyja | Jeff Buckley        |          |
| 2014.  | Ljubav u doba katastrofe   | Erik                |          |
| 2015.  | Cimbelin                   | Posthumus           |          |
| 2016.  | The Paper Store            | Sigurd Rossdale     |          |
| 2016.  | Adam Green's Aladdin       | Princ Monaka        |          |
| 2021.  | Ovdje i danas              | Rex                 |          |
| 2021.  | The Birthday Cake          | Penno               |          |

### Televizija
| Godina        | Naslov                  | Uloga                             | Bilješke                                        |
| ------------- | ----------------------- | --------------------------------- | ----------------------------------------------- |
| 1999.         | Will i Grace            | Todd                              | Epizoda: "I Never Promised You an Olive Garden" |
| 2000. - 2001. | Mladi i nemirni         | Phillip "Chance" Chancellor       | Glavna uloga                                    |
| 2000. - 2002. | The Brothers García     | Eddie Bauer                       | 2 epizode                                       |
| 2000.         | Daddio                  | Todd                              | 2 epizode                                       |
| 2002.         | The Nightmare Room      | Mike                              | Epizoda: "My Name Is Evil"                      |
| 2002.         | Do Over                 | Joel Larsen                       | Glavna uloga                                    |
| 2002.         | Što mi se sviđa na tebi | Jake Wood                         | Epizoda: "Copy That"                            |
| 2003.         | Zona sumraka            | Trace Malone                      | Epizoda: "Homecoming"                           |
| 2004. - 2005. | The Mountain            | Sam Tunney                        | Glavna uloga                                    |
| 2006.         | The Bedford Diaries     | Owen Gregory                      | Glavna uloga                                    |
| 2007. - 2012. | Tračerica               | Daniel "Dan" Humphrey/Gossip Girl | Glavna uloga                                    |
| 2015.         | The Slap                | Jamie                             | 2 epizode                                       |
| 2018. - danas | Ti                      | Joe Goldberg                      | Glavna uloga; također producent                 |

### Videoigre
| Godina | Naslov                   | Uloga | Bilješke       |
| ------ | ------------------------ | ----- | -------------- |
| 1999.  | Mario Golf               | Kid   | Glasovna uloga |
| 2000.  | Mario Tennis             | Alex  | Glasovna uloga |
| 2005.  | Mario Tennis: Power Tour | Chris | Nenaveden      |

### Videospotovi
- „The Boy Is Mine” (2024.) Ariane Grande[53]